# 羊眼花
羊眼花（学名：Inula rhizocephala）是菊科旋覆花属的植物，是中国的特有植物。分布在伊朗、阿富汗、俄罗斯以及中国大陆的新疆等地，生长于海拔1,700米至3,500米的地区，一般生于石砾坡地、针叶林下和高山岩石上，目前已由人工引种栽培。